# 고지마촌 (니가타현)
고지마촌(小島村)은 니가타현 기타칸바라군에 설치되었던 촌이다. 현재의 아가노시에 해당한다.